# 구마가야역
구마가야역(일본어: 熊谷駅, くまがやえき)은 일본 사이타마현 구마가야시에 있는 철도역이다.

## 타는 곳

### 신칸센
| 11 | ■ 조에쓰 신칸센                  | 평소는 쓰이지 않음                         |
| 12 | ■ 조에쓰 신칸센                  | 오미야·우에노·도쿄 방면                    |
| 13 | ■ 조에쓰 신칸센 (도키, 다니가와) | 다카사키·에치고유자와·나가오카·니가타 방면 |
| 13 | ■ 호쿠리쿠 신칸센 (아사마)       | 다카사키·가루이자와·나가노 방면            |

### 다카사키 선
| 1 | ■ 다카사키 선 (대피선)                           | 아게오·오미야·사이타마 신도심·우라와·아카바네·우에노·도쿄·시나가와·요코하마 방면 (우에노도쿄라인·도카이도 선) |
| 1 | ■ 쇼난 신주쿠 라인 (도카이도 본선으로 직결 운행) | 오미야·이케부쿠로·신주쿠·요코하마·오후나·히라쓰카·오다와라 방면                                               |
| 2 | ■ 다카사키 선                                    | 아게오·오미야·사이타마 신도심·우라와·아카바네·우에노·도쿄·시나가와·요코하마 방면 (우에노도쿄라인·도카이도 선) |
| 2 | ■ 쇼난 신주쿠 라인 (도카이도 본선으로 직결 운행) | 이케부쿠로·신주쿠·요코하마·오후나·히라쓰카·오다와라 방면                                                      |
| 3 | ■ 다카사키 선 (대피선)                           | 다카사키·마에바시·미나카미·나가노하라쿠사쓰구치 방면                                                          |
| 4 | ■ 다카사키 선                                    | 다카사키·마에바시·미나카미·나가노하라쿠사쓰구치 방면                                                          |

### 지치부 철도
| 5 | ■ 지치부 본선 | 교다 시·하뉴 방면                        |
| 6 | ■ 지치부 본선 | 요리이·나가토로·지치부·미쓰미네구치 방면 |

## 역세권 정보
- 구마가야 시청
- 국도 제17호선

## 역사
- 1883년 7월 28일: 영업을 개시함.
- 1901년 10월 7일: 조무 철도(上武鉄道, 현재는 지치부 철도)의 철도역이 영업을 개시함.
- 1943년 12월 5일: 도부 철도 구마가야 선이 개통함.
- 1963년 12월 15일: 역사가 신축됨.
- 1973년 5월 1일: 지치부 철도의 승강장을 개량함.
- 1982년 11월 15일: 조에쓰 신칸센이 개통함.
- 1983년 6월 1일: 도부 철도 구마가야 선이 폐지됨.
- 1983년 11월 12일: 남쪽 출입구를 신설함.

## 사진

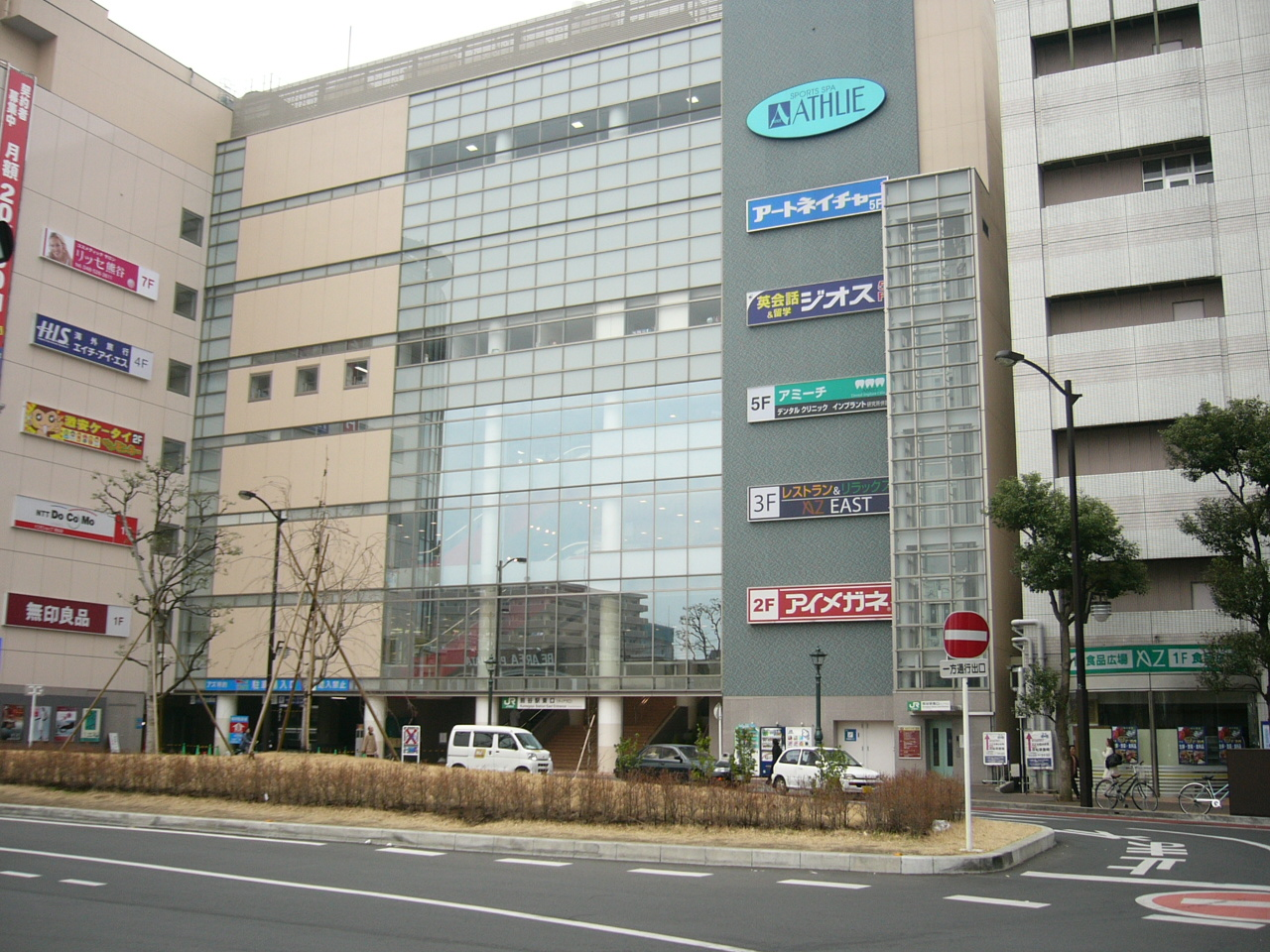
동쪽 모습
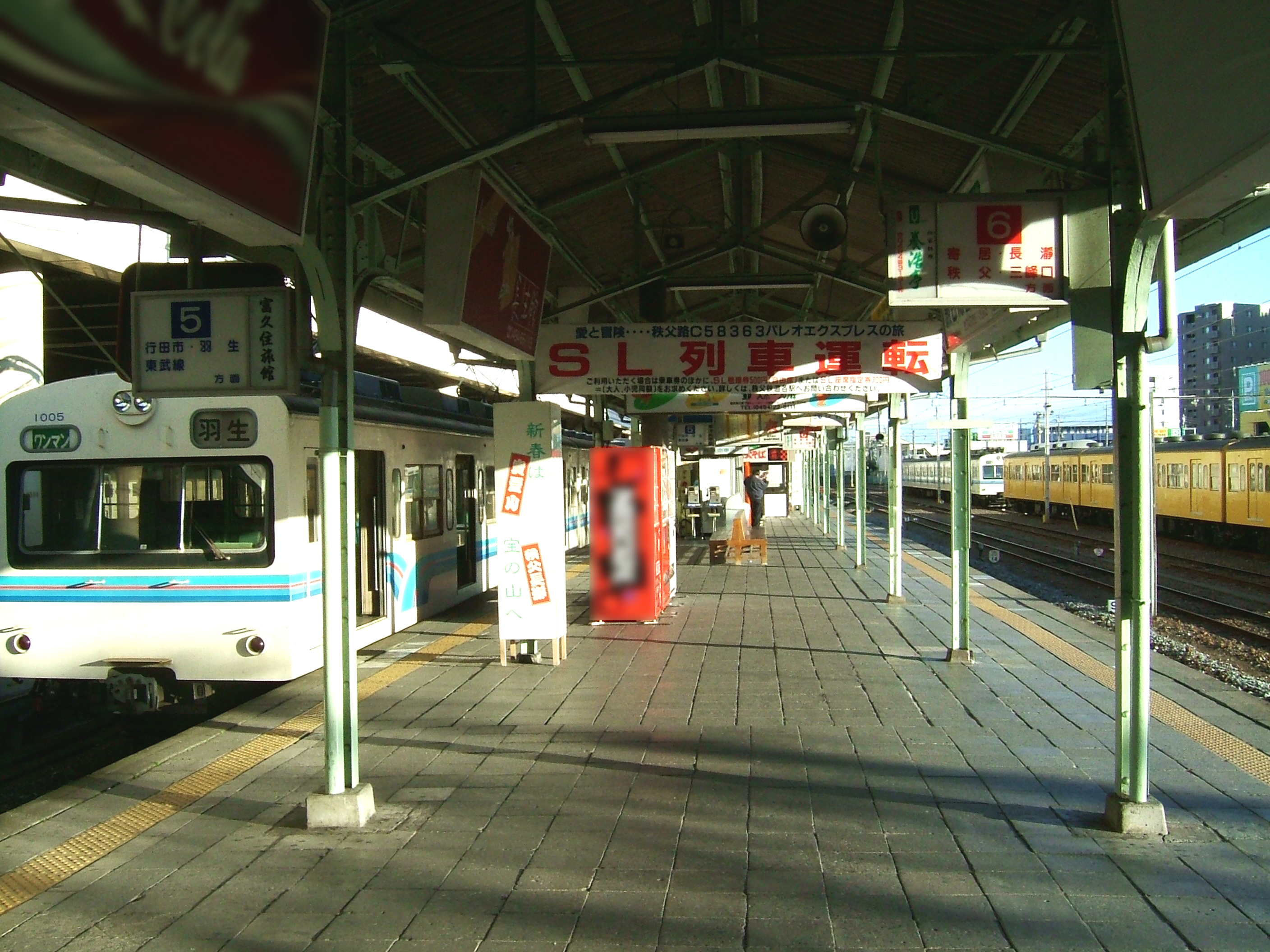
지치부 철도 승강장 모습

## 인접역
| ■ 조에쓰 신칸센 ■ 호쿠리쿠 신칸센                                     | ■ 조에쓰 신칸센 ■ 호쿠리쿠 신칸센                            | ■ 조에쓰 신칸센 ■ 호쿠리쿠 신칸센 |
| --------------------------------------------------------------------- | ------------------------------------------------------------ | --------------------------------- |
| 오미야 도쿄 방면                                                      | ■ 호쿠리쿠 신칸센 아사마 호 조에쓰 신칸센 토키 호,다니가와호 | 혼조와세다 니가타, 가나자와방면   |
| 동일본 여객철도 ■ 다카사키 선 ■ 쇼난 신주쿠 라인 (도카이도 본선 직결) |                                                              |                                   |
| 고노스 아카바네 방면                                                  | 통근 쾌속 특별 쾌속 쾌속 어번                                | 가고하라 다카사키 방면            |
| 교다 아카바네 방면                                                    | 보통                                                         | 가고하라 다카사키 방면            |
| 지치부 철도 ■ 지치부 본선                                             |                                                              |                                   |
| (시종점역)                                                            | 급행 SL 팔레오 익스프레스 호                                 | 다케카와 미쓰미네구치 방면        |
| 교다 시 하뉴 방면                                                     | 급행 지치부 호                                               | 다케카와 미쓰미네구치 방면        |
| 모치다 하뉴 방면                                                      | 보통                                                         | 가미쿠마가야 미쓰미네구치 방면    |